# Старо-Брянское сельское поселение
Старо-Брянское се́льское поселе́ние — муниципальное образование в Заиграевском районе Бурятии Российской Федерации.
Административный центр — село Старая Брянь.

## История
Статус и границы сельского поселения установлены законом Республики Бурятии от 31 декабря 2004 года № 985-III «Об установлении границ, образовании и наделении статусом муниципальных образований в Республике Бурятия»

## Население
| 2002 | 2011 | 2012 | 2013 | 2014 | 2015 | 2016 |
| ---- | ---- | ---- | ---- | ---- | ---- | ---- |
| 2309 | ↘884 | ↘863 | ↘839 | ↘825 | →825 | ↘805 |
| 2017 | 2018 | 2019 | 2020 | 2021 | 2023 | 2024 |
| ↗809 | ↘801 | ↘793 | ↘772 | ↘681 | ↘665 | ↘654 |

## Состав сельского поселения
| № | Населённый пункт | Тип населённого пункта       | Население |
| - | ---------------- | ---------------------------- | --------- |
| 1 | Атхатай          | посёлок                      | ↘224      |
| 2 | Старая Брянь     | село, административный центр | ↘665      |